# نيك ودمان
نيك ودمان (بالإنجليزية: Nick Woodman)‏ هو شخصية أعمال أمريكي، ولد في 24 يونيو 1975 في مينلو بارك في الولايات المتحدة.

## وصلات خارجية
- نيك ودمان على موقع IMDb (الإنجليزية)